# Anna Sewellová
Anna Sewellová (30. března 1820 Great Yarmouth – 25. dubna 1878 Old Catton) byla anglická spisovatelka. Proslavila se románem Černý hřebec (Black Beauty) z roku 1877 (česky v minulosti vyšlo též pod názvy: Koníček krasavec, Černý krasavec a Vranka). Kniha patří mezi deset nejprodávanějších románů pro děti v historii, ačkoli autorka původně dílo zamýšlela pro dospělé čtenáře. Černý hřebec se stal její jedinou knihou, zemřela pouhých pět měsíců po jejím vydání. Kniha je jedním z prvních románů napsaných z pohledu nelidského tvora, v tomto případě koně.

## Život
Narodila se do oddané kvakerské rodiny (která později konvertovala k anglikánské církvi). Její matka Mary Wright Sewellová (1798–1884) byla úspěšnou autorkou knih pro děti a nábožensky motivovanou aktivistkou (založila například klub pracujících mužů a vedla kampaně hlásající střídmost a abolicionismus, v čemž všem jí dcera Anna pomáhala). Anna vyrůstala v chudobě, zvláště poté, co v roce 1822 zkrachoval otcův malý obchod. Ve čtrnácti nešťastně upadla a vážně si poranila kotníky. Po zbytek života byla odkázána na berle. Také ji to vedlo k častému používání kočárů tažených koňmi, což ji přivedlo k lásce ke koním a zájmu o humánní zacházení s nimi. Rodina se často stěhovala, jednak kvůli chudobě, a také kvůli nadějím, že nové klima bude pro nemocnou Annu vhodnější.
Svou slavnou knihu začala psát roku 1871 a dokončovala ji šest let. Ke konci práce na knize byl její zdravotní stav již tak špatný, že byla trvale upoutána na lůžko. Text buď diktovala matce, nebo psala na malé papírky, které pak matka přepisovala. Knihu lze číst i jako průvodce chovem koní, řízením stájí a humánními tréninkovými postupy hříbat. Sama Sewellová řekla, že "jejím cílem bylo vyvolat laskavost, soucit a chápavé zacházení s koňmi." Kniha podle mnoha historiků vedla ke zlepšení zacházení s koňmi - například používání nosných otěží, které jsou pro koně obzvláště bolestivé, bylo jednou z praktik, které román odsuzuje, a která brzy po vydání začala být považována za společensky nepřijatelnou. Sewellová se ještě dožila mimořádného úspěchu knihy, ale v té době již trpěla mimořádnými bolestmi. Zemřela zřejmě na hepatitidu nebo tuberkulózu.
Kniha si zvláště v anglosaském světě uchovala pozici všeobecně známé klasiky a je často citována, například ve známé romantické komedii Notting Hill ("You and Black Beauty, Tied"). V Česku bývá ovšem často zaměňována za román Waltra Farleyho, který česky vyšel rovněž pod názvem Černý hřebec (v originále The Black Stallion).